# Infektivni endokarditis
Infektivni endokarditis je zapaljenje unutrašnji sloja srčanog zida, najčešće izazvano bakterijama (streptokoke i stafilokoke) ili gljivicama. Može se javiti u bilo kojom periodu života, dva puta češće kod muškarca nego kod žene. Najvećem riziku izloženi su intravenski narkomani i imunokompromitovani bolesnici.
Kliničku sliku karakteriše, visoka temperatura, šumovi na srcu, petehijalno krvarenja po koži, anemija, embolija i endokardne vegetacije (koje mogu dovesti do nekompetencije ili opstrukcije srčanih zalistaka, apscesa miokarda ili mikotične aneurizme.
Dijagnoza se postavlja izolacijom uzročnog mikroorganizma iz krvi, i ehokardiografijom. Leči se dugotrajnijom primenom antibiotika, a ponekad i hirurškim zahvatom, ili nakon stomatoloških zahvata.

## Epidemiologija
Nekad su od infektivnog endokarditis obolevali mladi pacijenti, sa jasno definisanom slikom bolesti srčanih valvula, uglavnom uzrokovanom reumatičnom bolešću. Danas, od infektivnog miokarditis obolev populacije odmakle životne dobi, i to najčešće posle neke (invazivne) medicinske dijagnostičko-interventne ili jatrogene procedure, kod bolesnika koji, prethodno, nisu imali oboljenje srčanih zalistaka ili imaju već implantiranu veštačku valvulu. Jedan od vodećih uzroka, danas, je i sve veća zloupotreba intravenski ubrizganih lekova, kao učestalost interventnih medicinskih procedura i intravenske terapije.
U Sjedinjenim Američkim Državama najčešći uzrok nastanka infektivnog endokarditisa izazvanog bakterijama iz grupe Staphylococcus aureus su hemodijaliza, šećerna bolest intravaskularni implantati (kateteri, stentovi...), a u drugim razvijenim zemljama zloupotreba intravenskog unošenja lekova.
Na globalnom nivou incidenca infektivnog endokarditisa, varira od zemlje do zemlje, i kreće se u rasponu od 3-10 na 100.000 osoba godišnje, sa niskom učestalošću bolesti u mlađoj populaciji, i značajnim porastom incidence u popolaciji odmakle životne dobi (70-80 godina), koja je i do 145 na 100.000 osoba godišnje. Povećana učestalost zaraznog endokarditisa kod osoba starijih od 65 godina, je verovatno uzrokovana većim brojem faktora rizika za infektivni endokarditis.
Godišnja incidencija infektivnog endokarditisa je veća kod muškaraca nego kod žena, sa muško:ženskim odnosom 2:1.
Iako istorija bolesti zalistaka ima značajnu povezanost sa infektivnim endokarditisom, 50% svih slučajeva razvija se kod pacijenata koji nemaju poznatu valvularnu bolest.

## Etiopatogeneza
Endokarditis je uzrokovan bakterijama u krvotoku koje se umnožavaju i šire preko unutrašnje obloge srca (endokarda). Endokardijum se upali, što dovodi do oštećenja srčanih zalistaka.Vaše srce je obično dobro zaštićeno od infekcije tako da bakterije mogu bezopasno proći. Ako su srčani zalisci oštećeni ili su ugrađeni veštački zalistci, bakterijama je lakše da se ukorene i zaobiđu normalan imuni odgovor na infekciju.

Na mestu infekcije mogu se razviti male nakupine bakterija. Postoji rizik da ove grudvice deluju na sličan način kao krvni ugrušci, oni putujući dalje od srca blokiraju dotok krvi u organe. Ovo može izazvati otkaz organa ili izazvati moždani udar.
Endotel srčanih zalistaka u zdravom organizmu je otporan na kolonizaciju i infekciju bakterijama koje su prisutne u cirkulaciji. Međutim, u uslovima mehaničkog oštećenje endotela dolazi do ekspozicije subendotelnih slojeva, i matriks proteina, aktivaciji tkivnog faktora i trombocita, agregacije trombocita i formiranja fibrina. Ovaj, inače normalan proces zarastanja, kod nebakterijskih trombotičnih endokarditisa kao i drugih oštećenja endokarda kateterima, elektrodama (pejsmejkera, kardioverter defibrilatora), reumatodinim i drugim degenerativnim promena, laminarni tok krvi čine turbulentnim. Turbulentni tok krvi potom stimuliše agregaciju trombocita i
agregaciju bakterija prisutnih u cirkulaciji.
Infalamatorna aktivacija endotela aktivira integrine tipa β1 koji se vezuje cirkulišući fibronektin za endotel. Streptokokus aureus i drugi izazivači infektivnog endokarditisa nose fibronektin vezujuće proteine kojima se spajaju za mesto lezije. Istovremeno, aktivira se i sistemski inflamatorni odgovor.

### Podela

#### Infektivni endokarditis prema mestu infekcije i prema prisustvu intrakardijalnog ugrađenog materijala
1. IE nativnih valvula levog srca,
2. IE veštačkih valvula levog srca,
2.1. Rani < 1 godine
2.2. Kasni > 1 g odine
3. IE desnog srca
4. IE izazvan implantacijom arata (pejsmejkera, kardioverter defibrilatora).

#### Infektivni endokarditis prema mikrobiološkim nalazima
1. Infektivni endokarditis sa pozitivnom hemokulturom različitih izazivača: streptococci i enterococci (gotovo uvek osetljivi na penicilin); staphylococci (uobičajeno je nfektivni endokarditi nativne valvule uzrokovana S aureus-om).
2. Infektivni endokarditis sa negativnom hemokulturom zbog prethodne antibiotske terapije;
4. Infektivni endokarditis često udružen sa negativnim hemokulturama, najčešće streptococci, fastidious G-I haemophilus grupe.
5. Infektivni endokarditis sa stalno negativnim hemokulturama: Coxiella burnetii, Bartonella, Chlamydia.

#### IE po obliku nastanka
1. IE izazvan medicinskim tretmanom
1.1. Nozokomijalni - Nastanak IE u pacijenata hospitalizovanih > 48 h pre nastanka simptoma/kl slike
1.2. Nenozokomijalne - Znaci i simptomi IE kod pacijenta < 48 h posle prijema posle medicinske intervencije
1.2.1. Posle kućne nege, iv terapije, hemodijalize ili iv hemoterapije < 30 dana pre početka znakova IE;
1.2.2. Hospitalizacija na urgentna odeljenja < 90 d. Pre prvih simptoma IE ili
1.2.3. Smeštaj u domovima za negu
2. Vanbolnički IE - Znaci i/ili simptomi IE kod < 48 h posle prijema kod pacijenata koji nisu bili izloženi medicinskoj intervenciji.
3. IE kod zloupotrebe iv lekova IE kod aktivnih korisnika IV lekova bez alternativnog izvora infekcije.

#### Aktivni IE
1. Sa perzistentnom temperaturom i pozitivnom hemokulturom
2. Sa aktivnom inflamatornom morfologijom utvrđenom tokom operacije
3. Sa antibiotskom terapijom u toku
4. Sa histopatološki potvrđene aktivnosti

### Rekurentni
1. Relaps - Ponovljene epizode IE istim uzročnikom < 6 meseci posle inicijalne epizode
2. Reinfekcija - Ponovljene epizode IE istim uzročnikom > 6 meseci posle inicijalne epizode

## Klinička slika
Simptomi endokarditisa mogu se razviti brzo tokom nekoliko dana (akutni endokarditis), ili polako tokom nekoliko nedelja ili možda meseci (subakutni endokarditis). Subakutni endokarditis je češći kod ljudi sa urođenim srčanim oboljenjima.
Akutni oblik (ABE)
Akutni oblik počinje naglo, kao sepsa, sa visokom temperaturom, groznicom, kod osoba koje su prethodno bile relativno zdrave. Ubrzo se javljaju komplikacije kao što su embolije, razvoj srčane insuficijenije, multiple petehije (crvene tačkice) po koži. A kod infektivnog endokarditis desnog srca – zapaljenja i apscesi pluća.
Subakutni oblik (SBE)
Subakutni oblik počinje simptomima opšte infekcije, kod osoba koje su već srčani bolesnici. Kliničkom slikom dominiraju temperatura, zamor, anoreksija, slabost, gubitak u težini, pospanost, stanje slično gripu, glavobolja, bol u zglobovima, grozničavo stanje, otežano disanje, bol u grudima, lupanje srca, bol u trbuhu, u predelu bubrega, krv u mokraći.
Drugi oblik započinjanja subakutnog infektivnog miokarditisa karakteriše sa razvojem komplikacija kao što su embolije moždanih arterija sa hemiplegijom (oduzetost polovine tela), infarktom bubrega ili slezine, bleda boja kože i vidljivih sluzokoža ili boja bele kafe, sa promenama na koži u vidu petehija.
Endokarditis veštačkih zalistaka (PVE)
Ovaj oblik enfokardita razvija se u 2–3% bolesnika u prvoj godini nakon zamene valvule i u 0,5% slučajeva godišnje nakon toga. Nešto je češći nakon zamene aortne nego mitralne valvule, a podjednako se javlja kako kod mehaničke tako i kod biološke valvule.
Rane infekcije se javljaju ubrzo nakon hirurške ugradnje zalistaka (< 2 meseca) najčešće su posledica kontaminacije tkom operacije bakterijama rezistentnim na antibiotike (npr S. epidermidis, difteroidi, koliformni bacili, Candida spp., Aspergillus spp.).
Kasne infekcije nastaju kasnije, i uglavnom su posledica kontaminacije manje virulentnim mikroorganizmima za vreme operacije, ili prolazne asimptomatske bakterijemije, Najčešće su izazvane streptokokima; S. epidermidisom, difteroidima i anaerobnim gram–negativnim bacilima, Haemophilus spp., Actinobacillus acctinomycetemcomitans i Cardiobacterium hominis.

## Dijagnoza
Dijagnoza infektivnog endokarditisa je realativno laka kod bolesnika sa klasičnom kliničkom slikom: bakteriemija ili fungiemija, sa oboljenjem valvula, perifernim embolijama i imunološkim vaskularnim promenama. Međutim, koda akutnog toka infektivnog endokarditisa periferni znaci su retki ili izostaju, dok kod narkomana i osoba koje zloupotrebljavaju intravenski put, infektivni endokarditis je posledica infekcije bakterijom Stafilokokus aureus sa kliničkom slikom oboljenja valvula desnog srca.
Dijagnoza infektivnog endokarditisa se postavlja na osnovu;
- Kulture krvi i drugih laboratorijskih testova
- Ehokardiografiji i ponekad i drugim modalitetima snimanja
- Kliničkih kriterijuma

### Kultura krvi
Osim pozitivnih krvnih kultura, nema posebnih laboratorijskih nalaza. Utvrđene infekcije često uzrokuju normocitno-normohromnu anemiju, povišen broj belih krvnih zrnaca, povećanu brzinu sedimentacije eritrocita, povećani nivo imunoglobulina i prisustvo cirkulirajućih imunih kompleksa i reumatoidnog faktora, ali ovi nalazi nisu od dijagnostičke pomoći.
Analiza urina često pokazuje mikroskopsku hematuriju, a povremeno i odljeve crvenih krvnih zrnaca, piuriju ili bakteriuriju.

### Ehokardiografija
Transtorakalna, i transoezofagealna, ehokardiografija (TTE / TEE) su sada sve prisutnije i značajne dijagnostičke metode u dijagnozi, terapiji i praćenju IE.  Ehokardiografija se mora izvesti što pre čim se posumnja na IE.
Korisnost oba načinadijagnostike je umanjena kada se primenjuje neselektivno, a odgovarajuća primena u kontekstu jednostavnih kliničkih kriterijuma poboljšava dijagnostiku. Izuzetak je pacijent sa bakterijemijom izazvanom S. aureus u kojoj je opravdana rutinska ehokardiografija, jer je učestalost IE u ovom okruženju i virulencija ovog mikroorganizma velika kao i njegovi razarajući efekti nakon što se intrakardijalna infekcija uspostavljen.
Tri najvažnija ehokardiografska nalaza, koji su glavni kriterijumi u dijagnozi IE su:
- vegetacije (vidi sliku),
- apsces,
- dehiscencija valvula.

### Klinički kriterijumi
Budući da su simptomi i znakovi nespecifični, uvelike se razlikuju i mogu se podmuklo razviti, dijagnoza zahtijeva visok indeks sumnje. Na endokarditis treba sumnjati kod pacijenata s vrućicom i bez očiglednog izvora infekcije, posebno ako je prisutan šum u srcu. Sumnja na endokarditis trebala bi biti vrlo visoka ako su hemokulture pozitivne kod pacijenata koji su u anamnezi imali poremećaj srčanih zalistaka, koji su imali nedavne invazivne postupke ili koji zloupotrebljavaju IV lijekove. Pacijente sa dokumentovanom bakterijemijom treba temeljito i više puta pregledati na nove valvularne šumove i znakove embolija.
Osim pozitivnih krvnih kultura, nema posebnih laboratorijskih nalaza. Utvrđene infekcije često uzrokuju normocitno-normohromnu anemiju, povišen broj bijelih krvnih zrnaca, povećanu brzinu sedimentacije eritrocita, povećanu razinu imunoglobulina i prisustvo cirkulirajućih imunih kompleksa i reumatoidnog faktora, ali ovi nalazi nisu od dijagnostičke pomoći. Analiza urina često pokazuje mikroskopsku hematuriju, a povremeno i odljeve crvenih krvnih zrnaca, piuriju ili bakteriuriju.
Dijagnostika infektivnog endokarditisa, značajno je unapređena nakon što su u dijagnostici
Godine 1994, u Medicinskom centru Duke univerziteta objavljeni kritrijumi za stratifikaciju pacijenata sa sumnjom na infektivni endokarditis, koji su prihvaćeni na globalnom nivou.
| Patohistološki kriterijumi     | - Mikroorganizmi izolovani iz kulture ili histološki iz uzorka vegetacije; vegetacije koja je embolizirala ili iz uzorka intrakardijalnog apscesa - Patološke lezije; vegetacije ili intrakardijalni apsces gde je histološkim pregledom potvrđen aktivni infektivni endokarditis                                                         |
| Klinički kriterijumi           | - 2 glavna (major) kriterijuma - 1 glavni i 3 sporedna (minor) kriterijuma - 5 sporednih kriterijuma |
| Mogući infektivni endokarditis | - 1 glavni i 1 sporedni kriterijum - 3 sporedna kriterijuma |
| Odbaciti                       | - Bez čvrstih dijagnostičkih kriterijuma za infektivni endokarditis - Rezolucija infektivnog endokarditis sindroma na antibiotsku terapiju tokom četiri dana - Bez patoloških dokaza infektivnog endokarditisa tokom operacije ili autopsije sa antibiotskom terapijom od četiri dana - Bez kriterijuma za mogući infektivni endokarditis |

| Glavni (major) kriterijumi                   | - Pozitivna hemokultura - Tipični mikroorganizmi konzistentni za infektivni endokarditis izolovani iz dva nezavisna uzorka krvi: Streptococcus viridans, Streptococcus bovis, HACEK group, Staphylococcus aureus; ili vanbolnički Enterococci bez primarnog fokusa ili - Mikrorganizmi konzistentni za infektivni endokarditis iz perzistentno pozitivnih hemokultura: najmanje dve pozitivne kulture iz uzoraka krvi uzetih nezavisno u razmaku > 12 čas, ili sve 3 ili više od 4 nezavisnih kultura iz uzoraka uzetih u razmaku do najmanje 1 čas. - Jedna pozitivna kultura na Coxiella burnetii ili anti-faze 1 IgG antitela, titar >1:800. |
| Dokazi o prisutnom infektivnom endokarditisu | - Ehokardiografskim nalazom potvrđen infektivni endokarditisi (TEE se preporučuje kod pacijenata sa veštačkim valvulama, sa kliničkim kriterijumima „mogućeg infektivnog endokarditisa“ ili kod komplikovanog infektivnog endokarditisa (paravalvularni apsces)u ostalim slučajevima prvo TTE: intrakardijalna oscilirajuća masa na valvuli ili potpornim strukturama, kod regurgitacija, kod implantiranih materijala bez alternativnog anatomskog objašnjenja; ili abscesa; ili nove parcijalne disekcija veštačke valvule, ili novonastale ili pogoršanja prethodno prisutne regurgiracija na valvuli.                                       |
| Sporedni (minor) kriterijumi                 | - Predispozicija, predisponirajuća bolest srca, ili insulin zavisna šećerna bolest - Groznica, temperatura ≥ 38 °C - Vaskularni fenomeni: embolizacija velikih arterija, septični infarkti pluća, mikotične aneurizme, intrakranijalna krvarenja, konjuktivalna krvarenja, i Janeway-eve lezije - Imuniloški fenomeni: glomerulonefritis, Oslerovi čvorići, Rotove pege, i reumatoidni faktor. - Mikrobiološki dokazi: Pozitivna hemokultura koja ne odgovara glavnim kriterijumima ili serološkom dokazu aktivne infekcije mikroorganizmom u skladu sa infektivnim endokarditisom.                                                             |

## Terapija
Terapija se zasniva prvenstveno na dugotrajnoj primeni antimikrobnih lekova, koje treba davati parenteralno najmanje 2–8 nedalja, u bolničkim i/ili kućnim uslovima.
Hirurški zahvat može biti neophodan kod mehaničkih komplikacija ili rezistentnih organizama. Svaki otkriveni izvor bakterijemije mora se sanirati:
- nekrektomijom,
- drenažom apscesa,
- uklanjanjem stranog tela ili naprava — plasirani intravenski kateteri (posebno centralni venski kateteri) moraju se zamijeniti, a ako i posle zamene endokarditis perzistira, i on se mora ukloniti. Kako mikrorganizmi koji se nalaze unutar biofilma koji prianja na kateter i druge naprave, ne moraju odgovarati na antimikrobnu terapiju, to uslovljava njenu neuspešnost ili recidiv bolesti. Ako se koristi kontinuirana intravenska infuzija umesto intermitentno primijenjenih bolusa, infuziju ne treba prekidati u dužem vremenskom periodu.[61]

## Prevencija.[62]

### Antibiotski profilaktički režimi za endokarditis
Na osnovu Smernice Američkog udruženja za srce (AHA) za prevenciju infektivnog endokarditisa ažuriranih 2007. u kojima su unete brojne izmene u odnosu na prethodnu verziju iz 1997. godine, antibiotski profilaktički režimi za endokarditis treba primeniti ove stavove:
- Samo izuzetno mali broj slučajeva infektivnog endokarditisa (IE) može se spriječiti antibiotskom profilaksom za stomatološke zahvate čak i kada bi takva profilaktička terapija bila 100% efikasna
- Profilaksa IE za stomatološke zahvate treba se preporučiti samo za pacijente s osnovnim srčanim stanjima povezanim s najvećim rizikom od štetnog ishoda od IE
- Za pacijente s ovim osnovnim srčanim stanjima, profilaksa se preporučuje za sve stomatološke zahvate koji uključuju manipulaciju gingivalnog tkiva ili periapikalnog područja zuba ili perforaciju oralne sluznice
- Profilaksa se ne preporučuje samo na osnovu povećanog životnog rizika od infektivnog endokarditisa
- Davanje antibiotika isključivo radi prevencije endokarditisa ne preporučuje se pacijentima koji se podvrgavaju genitourinarnom ili gastrointestinalnom zahvatu

Antibiotički profilaktički režimi koje preporučuje AHA samo su za pacijente sa osnovnim srčanim stanjima koja su povezana sa najvećim rizikom od neželjenog ishoda od infektivnog endokarditisa.

#### Kardijalna stanja visokog rizika
Antibiotska profilaksa je indicirana za sljedeća rizična srčana stanja:
- Protetski srčani zalistak.[66]
- Istorija infektivnog endokarditisa.[67]
- Kongenitalna srčana bolest (CHD) (osim navedenih stanja, antibiotska profilaksa se više ne preporučuje za bilo koji drugi oblik CHD):[68]
  - nepopravljena cijanotična CHD, uključujući palijativne šantove i kanale;
  - potpuno popravljenu urođenu srčanu manu protetskim materijalom ili uređajem, bilo da je postavljena operacijom ili intervencijom katetera, tokom prvih 6 meseci nakon zahvata; i
  - popravljena CHD s rezidualnim defektima na mestu ili u blizini mesta protetskog flastera ili protetskog uređaja (koji inhibira endotelizaciju)
- Primaoci transplantacije srca sa bolešću srčanih zalistaka.[65]

#### Režimi antibiotske profilakse u medicinskim procedurama
Kako je majčešći uzroci endokarditisa tokom zubnih, oralnih, respiratornih ili ezofagealne procedura  S. viridans (alfa-hemolitički streptokoki). Antibiotski režimi za profilaksu endokarditisa usmereni su na S viridans, a preporučeni standardni profilaktički režim je jedna doza oralnog amoksicilina. Amoksicilin, ampicilin i penicilin V su podjednako efikasni in vitro protiv alfa-hemolitičkih streptokoka; međutim, amoksicilin je poželjniji zbog superiorne gastrointestinalne apsorpcije koja obezbeđuje više i trajnije nivoe antibiotika u serumu.
Sve doze prikazane u nastavku daju se jednokratno kao pojedinačna doza 30-60 minuta pre medicinske procedure (zahvata).
Standardna opšta profilaksa:
Amoksicilin
- Doza za odrasle: 2 g PO
- Pedijatrijska doza: 50 mg/kg PO; da ne prelazi 2 g/dozi

Nemogućnost uzimanja oralnih lekova
Ampicilin
- Doza za odrasle: 2 g IV/IM
- Pedijatrijska doza: 50 mg/kg IV/IM; da ne prelazi 2 g/dozi

Alergičan na penicilin
Klindamicin
- Doza za odrasle: 600 mg PO
- Pedijatrijska doza: 20 mg/kg PO; ne prelazi 600 mg/dozi

Alergičan na penicilin:
Cefaleksin ili drugi oralni cefalosporin prve ili druge generacije
- Doza za odrasle: 2 g PO
- Pedijatrijska doza: 50 mg/kg PO; da ne prelazi 2 g/dozi
- Cefaleksine ili druge oralne cefalosporine prve ili druge generacije u ekvivalentnoj dozi (ne koristiti kod pacijenata s anamnezom preosjetljivosti na penicilin neposrednog tipa, kao što je urtikarija, angioedem, anafilaksa )

Azitromicin ili klaritromicin
- Doza za odrasle: 500 mg PO
- Pedijatrijska doza: 15 mg/kg PO; da ne prelazi 500 mg/dozi

Alergičan na penicilin i ne može uzimati oralne lekove:
Klindamicin
- Doza za odrasle: 600 mg IV
- Pedijatrijska doza: 20 mg/kg IV; ne prelazi 600 mg/dozi

Cefazolin ili ceftriakson
- Doza za odrasle: 1 g IV/IM
- Pedijatrijska doza: 50 mg/kg IV/IM; ne prelazi 1 g po dozi
- Ne koristiti cefalosporine kod pacijenata s anamnezom preosjetljivosti na penicilin neposrednog tipa, kao što je urtikarija, angioedem, anafilaksa.

### Vakcine za sprečavanje uobičajenih bakterijskih uzroka IE
Najbolji način lečenja IE je prevencija. Iako se većina dosadašnjih napora na prevenciji vanredne infekcije usredotočila na kontrolu infekcija i zubnu profilaksu, značajni resursi su također uloženi u razvoj vakcina usmerenih na uobičajene bakterijske uzroke IE.
Uspeh je nedekvatan i nijedno od ovih sredstava trenutno nije komercijalno dostupno. Bez obzira na to, buduće strategije prevencije nekih uzroka IE vjerojatno će uključivati vakcine. Iako su kandidati za cjepiva za patogene kao što su VGS 196 i C. albicans, procenjeni na životinjskim modelima. Studije sprovedene na ljudima vakcinama usmerenim na uzroke IE prvenstveno su ograničene na P. aeruginosa, streptokok Grupe B i S. aureus .

## Prognoza
Uprkos brojnim faktorima rizika, u većini slučajeva agresivnim lečenjem antibioticima većina bolesnika sa infektivnim endokardistisom preživi. Međutim prognoza kod nelečenog infektivnog endokarditisa uvek je smrtonosna.
Kada se primenjuje adekvatna i pravovremena terapija, rizik od smrti zavisi od sledećih faktora:
- starost obolele osobe,
- trajanje infekcije,
- prisustvo zamenskog srčanog ventila,
- vrsta infektivnog mikroorganizma,
- stepen oštećenja na srčanim zaliscima.

## Spoljašnje veze
|  | Molimo Vas, obratite pažnju na važno upozorenje u vezi sa temama iz oblasti medicine (zdravlja). |